# Banda di Hawkhurst

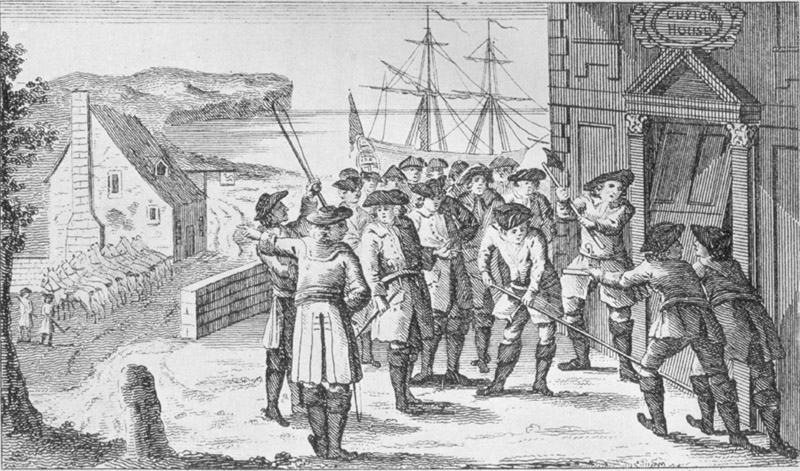
I membri della banda sfondano la porta della King's Custom House a Poole.

La banda di Hawkhurst è stata un'organizzazione criminale coinvolta in traffici illeciti avvenuti nelle regioni a sud-est dell'Inghilterra dal 1735 fino al 1749.

## Storia
Fu uno dei gruppi criminali più influenti del XVIII secolo; la loro influenza si estendeva dalla contea di Dorset fino alla contea di Kent fino a quando, dopo una battaglia fra le milizie di Goudhurst e la banda, nel 1747, quest'ultima venne sgominata, i suoi capi, Arthur Gray e Thomas Kingsmill catturati, processati e condannati a morte, nel 1748 e 1749 rispettivamente.
Il nome deriva da quello del villaggio di Hawkhurst. Il gruppo fu menzionato per la prima volta come Holkhourst Genge nel 1735.